# Symfonie nr. 86 (Haydn)
De Symfonie nr. 86 is een symfonie van Joseph Haydn, voltooid in 1786. Het is de vijfde en voorlaatste uit zijn Parijse symfonieënreeks, die hij schreef in opdracht van graaf d'Ogny.

## Bezetting
- 1 fluit
- 2 hobo's
- 2 fagotten
- 2 hoorns
- 2 trompetten
- pauken
- strijkers

## Delen
Het werk bestaat uit vier delen:
1. Adagio - Allegro spiritoso
2. Largo (capriccio)
3. Menuetto: Allegretto
4. Finale: Allegro con spirito

1 · 2 · 3 · 4 · 5 · 6 (Le Matin) · 7 (Le Midi) · 8 (Le Soir) · 9 · 10 · 11 · 12 · 13 · 14 · 15 · 16 · 17 · 18 · 19 · 20 · 21 · 22 (De Filosoof) · 23 · 24 · 25 · 26 (Lamentatione) · 27 · 28 · 29 · 30 (Halleluja) · 31 (Hoornsignaal) · 32 · 33 · 34 · 35 · 36 · 37 · 38 (Echo) · 39 · 40 · 41 · 42 · 43 (Mercurius) · 44 (Treursymfonie) · 45 (Afscheidssymfonie) · 46 · 47 (Palindroom) · 48 (Maria Theresia) · 49 (La Passione) · 50 · 51 · 52 · 53 (L'Impériale) · 54 · 55 (De schoolmeester) · 56 · 57 · 58 · 59 (Vuursymfonie) · 60 (Il distratto) · 61 · 62 · 63 (La Roxelane) · 64 (Tempora mutantur) · 65 · 66 · 67 · 68 · 69 (Laudon) · 70 · 71 · 72 · 73 (La chasse) · 74 · 75 · 76 · 77 · 78 · 79 · 80 · 81

88 · 89 · 90 · 91 · 92 (Oxford)

- Bibliothèque nationale de France: cb148107576 (data)
- Gemeinsame Normdatei: 4530316-2
- Library of Congress Control Number: no92006906
- MusicBrainz work: 659896c8-33ae-4d69-a2fc-5ceba51c28fc
- Nationale Bibliotheek van Israël: 987007441707205171
- Virtual International Authority File: 293627600